# Engyum ludibriosum
Engyum ludibriosum là một loài bọ cánh cứng trong họ Cerambycidae.